# لوتوس بیکریز
لوتوس بیکریز (انگلیسی: Lotus Bakeries) شرکت چندملیتی تولیدکننده تنقلات بلژیکی است که در سال ۱۹۳۲ تأسیس شد. این شرکت که در لمبکه، کاپریکه مستقر است، شناخته‌شده‌ترین محصول آن، بیسکویت لوتوس است که در ایالات متحده، کانادا، بریتانیا، ایرلند، ژاپن، استرالیا و آفریقای جنوبی با نام بیسکاف شناخته می‌شود.
نانوایی‌های لوتوس دارای تأسیسات تولیدی در بلژیک، هلند، فرانسه، سوئد، آفریقای جنوبی و ایالات متحده آمریکا هستند. سومین تأسیسات تولیدی بیسکاف در تایلند در حال ساخت است و تا سال ۲۰۲۶ عملیاتی خواهد شد. نانوایی‌های لوتوس در حدود ۷۰ کشور در اروپا، آمریکا، آسیا و استرالیا فعال هستند. این شرکت حدود ۳۰۰۰ کارمند دارد و درآمد آن در سال ۲۰۲۳، بیش از یک میلیارد یورو بوده است.
از سال ۱۹۸۸، سهام نانوایی‌های لوتوس در بازار بورس اوراق بهادار بروکسل معامله می‌شود. اکثریت سهام این شرکت متعلق به خانواده‌های بون و استیونز است. یان بون، نوه بنیانگذار لوتوس بیکریز (یان بون سینیور) از سال ۲۰۱۱ مدیرعامل این شرکت است.